# Kenya International 1986
Die Kenya International 1986 im Badminton fanden vom 18. bis zum 21. Dezember 1986 in Nairobi statt.

## Finalresultate
| Disziplin    | Sieger                       | Finalist                     | Ergebnis     |
| ------------ | ---------------------------- | ---------------------------- | ------------ |
| Herreneinzel | T. R. Rajan                  | Amjid Rasul                  | 15–5, 15–9   |
| Dameneinzel  | Christine Joshi              | Janetta Keenan               | 11–2, 11–3   |
| Herrendoppel | T. R. Rajan Owen Roncon      | N. K. Shah Nishil Shah       | 18–17, 15–3  |
| Damendoppel  | Gail D’Souza Christine Joshi | Janetta Keenan Naila Valani  | 15–3, 15–9   |
| Mixed        | N. K. Shah Naila Valani      | Nitin A. Shah Janetta Keenan | 18–17, 18–13 |